# Dinah Washington
Dinah Washington (* 29. August 1924 in Tuscaloosa, Alabama; † 14. Dezember 1963 in Detroit, Michigan; eigentlich Ruth Lee Jones) war eine US-amerikanische Sängerin des Swingjazz, Rhythm and Blues und der Popmusik.

## Leben
Ihre Familie zog, als sie drei Jahre alt war, nach Chicago. Sie sang schon früh im Kirchenchor und wurde Mitglied in Salle Martin’s Gospel Choir, der in der Umgebung von Chicago tourte. Als sie 15 Jahre alt war, gewann sie einen Amateurwettbewerb, der ihre Profikarriere einleitete. Ihre Aktivitäten teilten sich aber zunächst auf: Einerseits leitete sie den Kirchenchor, andererseits spielte sie Klavier in Clubs. Mit 18 Jahren wechselte sie vom Gospel zum Jazz.
1942 spielte sie in der Garrick Stage Bar, wo Joe Glaser sie hörte. Dieser empfahl sie an Lionel Hampton. Von 1943 bis 1946 sang sie in seiner Band; er veranlasste auch, dass sie ihren Namen in Dinah Washington änderte. Ihren ersten Hit hatte sie 1943 mit Evil Gal Blues, den Leonard Feather für sie schrieb und arrangierte. Begleitet wurde sie von Mitgliedern der Hampton-Band. Das Stück erschien beim kurzlebigen Label Keynote Records. In dieser Phase wurde ihr Gesang immer jazziger, wie auch Aufnahmen mit Lucky Thompson aus dem Jahr 1945 belegen.
Nach dem Ende des Keynote-Labels wechselte sie zu Mercury Records bzw. dessen Schwester-Label EmArcy. 1947 nahm sie ihre ersten R&B-Platten auf und hatte 1948 erste Hits in den R&B-Charts. Ihren ersten Hit in den Billboard-Pop-Charts hatte sie im Juni 1950 mit dem damals populären Johnny-Green-Song I Wanna Be Loved (#22). Der nächste Erfolg gelang ihr im Dezember 1954 mit dem Song Teach Me Tonight von Gene De Paul und Sammy Cahn (#23).
1955 nahm sie ein Album mit dem Orchester von Quincy Jones auf (The Swingin’ Miss D). 1957 trat sie beim Newport Jazz Festival auf. Ähnlich wie auch Ella Fitzgerald ließen ihre Produzenten sie auch Songbook-Alben aufnehmen; 1957 entstand das Fats Waller Songbook und 1958 nahm sie Songs von Bessie Smith auf. Ihren Durchbruch erlebte sie 1959 mit What a Diff’rence a Day Makes, der ihr bekanntester Titel werden sollte (Grammy Beste R&B-Darbietung). Ähnlich wie bei Nat King Cole oder bei Ray Charles veränderte sich ihr Songmaterial durch die Arrangements mehr zum künstlerischen Mainstream und zur populären Musik. So konzentrierte sie sich auf Balladen wie Unforgettable (1959) mit Streicherbegleitung. 1962 wechselte sie zu Roulette Records, wo sie bei ihren Platteneinspielungen von Studioorchestern begleitet wurde, jedoch das künstlerische Niveau der Mercury-Aufnahmen nicht halten konnte. Kurz vor ihrem Tod entstanden noch beachtliche Live-Aufnahmen von drei Radio-Mitschnitten aus dem Birdland-Club, bei denen sie unter anderem von Joe Zawinul begleitet wurde. Sie starb am 14. Dezember 1963 mit 39 Jahren an einer Überdosis aus Diätpillen und Alkohol.
Dinah Washington wurde 2003 in die Blues Hall of Fame aufgenommen. Drei ihrer Songs wurden bisher in die Grammy Hall of Fame aufgenommen: What a Diff’rence a Day Makes (1998), Teach Me Tonight (1999) und Unforgettable (2001). Bekannt war sie als die Queen of Blues.
In ihrem Gesang vereinte sie die Härte des Gospel-Shouting mit der Zärtlichkeit der gekonnt phrasierenden, kultivierten Balladensängerin. Sie beeinflusste mit ihrem Gesangsstil viele nachfolgende Künstler wie Nancy Wilson oder Diane Schuur.
Dinah Washington hatte ein turbulentes Privatleben und war sieben Mal verheiratet, unter anderem 1957 bis 1959 mit dem R&B-Saxophonisten Eddie Chamblee, der auch bei ihren Plattenaufnahmen dieser Zeit mitwirkte, und 1961 bis 1962 mit dem zwölf Jahre jüngeren Schauspieler Rafael Campos. Ihr letzter Ehemann war der American-Football-Profi Dick Lane, der sie auch leblos auffand. Die Autopsie ergab eine letale Dosis von Secobarbital und Amobarbital.

## Diskografie

### Alben
| Jahr | Titel                         | Höchstplatzierung, Gesamtwochen, AuszeichnungChartsChartplatzierungen (Jahr, Titel, Platzierungen, Wochen, Auszeichnungen, Anmerkungen) | Anmerkungen |
| Jahr | Titel                         | US | Anmerkungen |
| ---- | ----------------------------- | --- | ----------- |
| 1960 | What A Diff’rence A Day Makes | US34 (10 Wo.)US |             |
| 1960 | Unforgettables                | US10 (13 Wo.)US |             |
| 1961 | September In The Rain         | US56 (15 Wo.)US |             |
| 1962 | Dinah ’62                     | US23 (25 Wo.)US |             |
| 1962 | Drinking Again                | US78 (9 Wo.)US |             |
| 1962 | I Wanna Be Loved              | US138 (4 Wo.)US |             |
| 1963 | Back To The Blues             | US61 (12 Wo.)US |             |
| 1964 | A Stranger On Earth           | US130 (6 Wo.)US |             |

Weitere Alben
- 1945: Mellow Mama (Delmark, mit Lucky Thompson, Milt Jackson, Charles Mingus)
- Complete 1943-1951 Mercury Master Takes (Jazz Factory, mit Orchestern und Bands von Chubby Jackson, Gerald Wilson, Cootie Williams, Lionel Hampton)
- Queen of the Juke Box “Live” 1948–1955 (Baldwin Street, mit Wynton Kelly, Junior Mance, Percy Heath, Art Blakey, Jimmy Cobb, und dem Dizzy Gillespie Orchestra)
- 1954: Dinah Jams (Emarcy)
- 1955: For Those in Love (Emarcy, mit Clark Terry, Paul Quinichette)
- 1955: The Swingin’ Miss D (Verve Records, mit Quincy Jones)
- Live at Birdland 1962  (Baldwin Street, mit Joe Zawinul)
- The Complete Roulette Dinah Washington Sessions 1962/63 (Mosaic) 5 CDs mit Frank Wess, Kenny Burrell, Illinois Jacquet, Eddie Chamblee, Cecil Payne, Milt Hinton, George Duvivier
- 1992: Mad About the Boy (Levi’s Commercial, DE: Gold (German Jazz Award))[3]

### Singles
| Jahr | Titel Album                                      | Höchstplatzierung, Gesamtwochen, AuszeichnungChartplatzierungen (Jahr, Titel, Album, Platzierungen, Wochen, Auszeichnungen, Anmerkungen) | Höchstplatzierung, Gesamtwochen, AuszeichnungChartplatzierungen (Jahr, Titel, Album, Platzierungen, Wochen, Auszeichnungen, Anmerkungen) | Höchstplatzierung, Gesamtwochen, AuszeichnungChartplatzierungen (Jahr, Titel, Album, Platzierungen, Wochen, Auszeichnungen, Anmerkungen) | Höchstplatzierung, Gesamtwochen, AuszeichnungChartplatzierungen (Jahr, Titel, Album, Platzierungen, Wochen, Auszeichnungen, Anmerkungen) | Anmerkungen                                                     |
| Jahr | Titel Album                                      | DE | UK | US | R&B | Anmerkungen                                                     |
| ---- | ------------------------------------------------ | --- | --- | --- | --- | --------------------------------------------------------------- |
| 1944 | Evil Gal Blues –                                 | — | — | — | R&B9 (2 Wo.)R&B | mit The All Star Sextet                                         |
| 1944 | Salty Papa Blues –                               | — | — | — | R&B8 (2 Wo.)R&B | mit The All Star Sextet                                         |
| 1947 | Blow Top Blues –                                 | — | — | — | R&B5 (1 Wo.)R&B | mit Lionel Hampton                                              |
| 1948 | Ain’t Misbehavin’ –                              | — | — | — | — |                                                                 |
| 1948 | Am I Asking Too Much –                           | — | — | — | R&B5 (14 Wo.)R&B |                                                                 |
| 1948 | I Want to Cry –                                  | — | — | — | R&B13 (3 Wo.)R&B |                                                                 |
| 1948 | Resolution Blues –                               | — | — | — | — | B-Seite von I Want to Cry                                       |
| 1948 | It’s Too Soon to Know –                          | — | — | — | R&B1 (22 Wo.)R&B |                                                                 |
| 1948 | West Side Baby –                                 | — | — | — | R&B10 (2 Wo.)R&B |                                                                 |
| 1948 | Walkin’ and Talkin’ (And Crying My Blues Away) – | — | — | — | R&B10 (1 Wo.)R&B | B-Seite von West Side Baby                                      |
| 1949 | Baby Get Lost –                                  | — | — | — | R&B1 (15 Wo.)R&B | Mercury (#8148)                                                 |
| 1949 | Long John Blues –                                | — | — | — | R&B12 (6 Wo.)R&B | B-Seite von Baby Get Lost                                       |
| 1949 | Good Daddy Blues –                               | — | — | — | R&B8 (2 Wo.)R&B | Mercury (#8154) mit Teddy Stewart Orchestra                     |
| 1949 | You Satisfy –                                    | — | — | — | — |                                                                 |
| 1950 | I Only Know –                                    | — | — | — | R&B3 (5 Wo.)R&B | Mercury (#8163)                                                 |
| 1950 | I’ll Never Be Free –                             | — | — | — | — | Mercury (#8187)                                                 |
| 1950 | It Isn’t Fair –                                  | — | — | — | R&B5 (6 Wo.)R&B | Mercury (#8195)                                                 |
| 1950 | Time Out for Tears –                             | — | — | — | — | Mercury (#5503)                                                 |
| 1950 | I Wanna Be Loved –                               | — | — | — | R&B5 (11 Wo.)R&B | Mercury (#8181)                                                 |
| 1951 | Cold, Cold Heart –                               | — | — | — | R&B3 (10 Wo.)R&B | Mercury (#5728)                                                 |
| 1951 | Harbor Lights –                                  | — | — | — | — | Mercury (#5728)                                                 |
| 1951 | My Heart Cries for You –                         | — | — | — | — | Mercury (#8209)                                                 |
| 1951 | I Won’t Cry Anymore –                            | — | — | — | R&B6 (1 Wo.)R&B | Mercury (#8211)                                                 |
| 1952 | Wheel of Fortune –                               | — | — | — | R&B3 (5 Wo.)R&B | Mercury (#8267)                                                 |
| 1952 | Tell Me Why –                                    | — | — | — | — | B-Seite von Wheel of Fortune                                    |
| 1952 | Trouble in Mind –                                | — | — | — | R&B4 (2 Wo.)R&B | Mercury (#8269)                                                 |
| 1952 | New Blowtop Blues –                              | — | — | — | R&B7 (2 Wo.)R&B | B-Seite von Trouble in Mind                                     |
| 1953 | TV is the Thing (This Year) –                    | — | — | — | R&B5 (8 Wo.)R&B | Mercury (#70214)                                                |
| 1953 | Fat Daddy –                                      | — | — | — | R&B10 (2 Wo.)R&B | B-Seite von TV is the Thing (This Year)                         |
| 1954 | I Don’t Hurt Anymore –                           | — | — | — | R&B3 (10 Wo.)R&B | Mercury (#70439)                                                |
| 1954 | Dream –                                          | — | — | — | R&B10 (1 Wo.)R&B | B-Seite von I Don’t Hurt Anymore                                |
| 1954 | Teach Me Tonight –                               | — | — | — | R&B4 (8 Wo.)R&B | Mercury (#70497)                                                |
| 1955 | That’s All I Want from You –                     | — | — | — | R&B8 (5 Wo.)R&B | Mercury (#70537)                                                |
| 1955 | If It’s the Last Thing I Do –                    | — | — | — | R&B13 (4 Wo.)R&B | Mercury (#70600)                                                |
| 1955 | I Diddie –                                       | — | — | — | R&B14 (1 Wo.)R&B | B-Seite von If It’s the Last Thing I Do                         |
| 1955 | I Concentrate on You –                           | — | — | — | R&B11 (3 Wo.)R&B | Mercury (#70694)                                                |
| 1955 | I’m Lost without You Tonight –                   | — | — | — | R&B13 (2 Wo.)R&B | Mercury (#70728)                                                |
| 1955 | You Might Have Told Me –                         | — | — | — | R&B14 (1 Wo.)R&B | B-Seite von I’m Lost without You Tonight                        |
| 1956 | Soft Winds –                                     | — | — | — | R&B13 (1 Wo.)R&B | Mercury (#70906)                                                |
| 1958 | Make Me a Present of You –                       | — | — | — | R&B27 (1 Wo.)R&B | Mercury (#71377)                                                |
| 1959 | What A Diff’rence A Day Makes                    | — | — | US8 (20 Wo.)US | R&B4 (17 Wo.)R&B | Grammy 1960 1934 ein Hit für The Dorsey Brothers                |
| 1959 | Unforgettable                                    | — | — | US17 (13 Wo.)US | R&B15 (9 Wo.)R&B | 1952 ein Hit für Nat King Cole                                  |
| 1960 | Baby (You’ve Got What It Takes) –                | — | — | US5 (15 Wo.)US | R&B1 (17 Wo.)R&B | mit Brook Benton                                                |
| 1960 | It Could Happen To You –                         | — | — | US53 (6 Wo.)US | — |                                                                 |
| 1960 | A Rockin’ Good Way –                             | — | — | US7 (13 Wo.)US | R&B1 (13 Wo.)R&B | mit Brook Benton                                                |
| 1960 | This Bitter Earth –                              | — | — | US24 (14 Wo.)US | R&B1 (16 Wo.)R&B |                                                                 |
| 1960 | Love Walked In –                                 | — | — | US30 (10 Wo.)US | R&B16 (5 Wo.)R&B |                                                                 |
| 1960 | We Have Love –                                   | — | — | US76 (3 Wo.)US | — |                                                                 |
| 1961 | Early Every Morning (Early Every Evening Too) –  | — | — | US95 (1 Wo.)US | — |                                                                 |
| 1961 | Our Love Is Here To Stay –                       | — | — | US89 (3 Wo.)US | — |                                                                 |
| 1961 | September in the Rain –                          | — | UK35 (4 Wo.)UK | US23 (11 Wo.)US | R&B5 (10 Wo.)R&B | 1937 ein Hit für Guy Lombardo                                   |
| 1962 | Tears and Laughter –                             | — | — | US71 (5 Wo.)US | — |                                                                 |
| 1962 | You’re Nobody ’Til Somebody Loves You –          | — | — | US87 (1 Wo.)US | — |                                                                 |
| 1962 | Dream –                                          | — | — | US92 (2 Wo.)US | — |                                                                 |
| 1962 | Where Are You –                                  | — | — | US36 (12 Wo.)US | — |                                                                 |
| 1962 | I Want To Be Loved –                             | — | — | US76 (4 Wo.)US | — |                                                                 |
| 1962 | For All We Know –                                | — | — | US88 (2 Wo.)US | — |                                                                 |
| 1962 | I Wouldn’t Know (What To Do) –                   | — | — | US93 (1 Wo.)US | — |                                                                 |
| 1962 | Cold, Cold Heart –                               | — | — | US96 (1 Wo.)US | — |                                                                 |
| 1962 | You’re A Sweetheart –                            | — | — | US98 (2 Wo.)US | — |                                                                 |
| 1963 | Soulville –                                      | — | — | US92 (3 Wo.)US | — |                                                                 |
| 1992 | Mad About The Boy –                              | DE93 (3 Wo.)DE | UK41 (4 Wo.)UK | — | — | Erstveröffentlichung: 1950 Charteinstieg in DE und UK erst 1992 |

grau schraffiert: keine Chartdaten aus diesem Jahr verfügbar